# Республиканская федерация футбола Крыма
Республиканская федерация футбола Крыма (РФФК) — общественная организация, основными целями которой являются развитие и популяризация футбола на территории Крыма. Основана в 1939 году. Проводит различные футбольные соревнования, среди которых Открытый чемпионат Крыма. Ранее РФФК выступала организатором Чемпионата и Кубка Крыма. До 2014 года РФФК являлась членом Федерации футбола Украины.
Полное наименование юридического лица — Региональная общественная организация «Республиканская федерация футбола Крыма».
Штаб-квартира РФФК находится в Симферополе.

## История

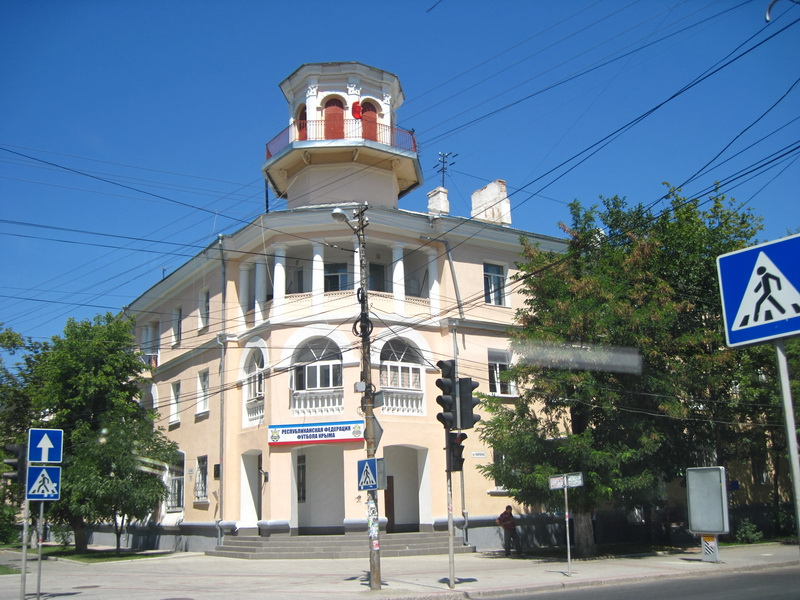
Здание федерации на улице Гоголя в Симферополе (до 2013 года)

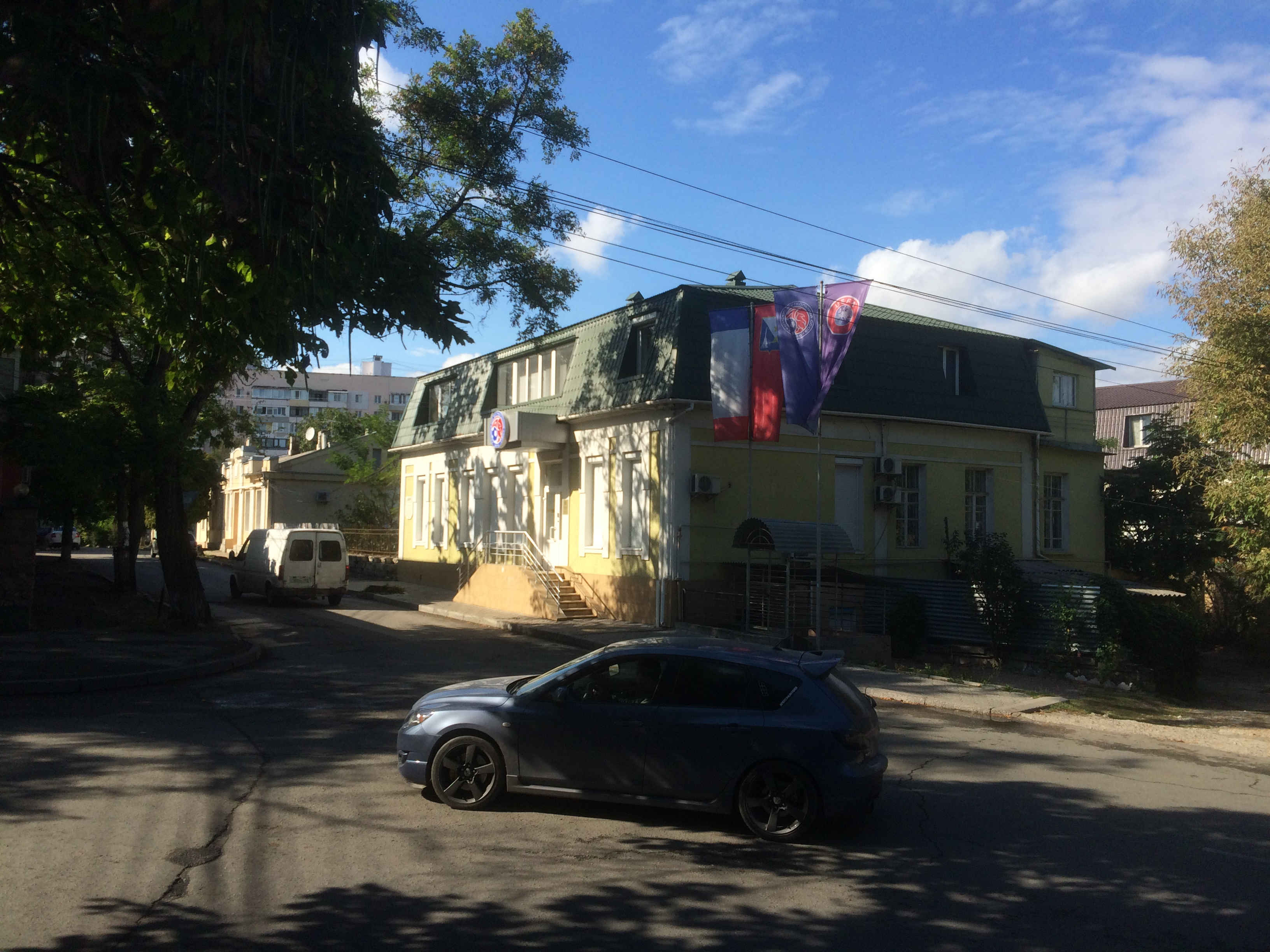
Здание федерации на улице Дыбенко в Симферополе

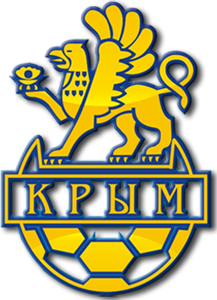
Эмблема РФФК до 2014 года

Республиканская федерация футбола Крыма ведёт дату своего основания с 14 сентября 1939 года. После провозглашения Украины организация была зарегистрирована 14 сентября 1993 года, а в российском правовом поле РФФК легализована 22 мая 2014 года.
Главный офис организации находится в Симферополе. До 2013 года организация располагалась в доме № 71 на улице Гоголя, а в позднее на улице Фрунзе. В настоящий момент офис РФФК находится по адресу на улице Дыбенко, 1.
В 1960-е годы организацию возглавлял В. Е. Глушак. В июле 2003 года президентом организации был избран Сергей Куницын. На выборах президента РФФК 2009 года Куницын был переизбран. В апреле состоялись новые выборы президента Федерации на которых победу одержал Николай Гостев. Куницын при этом заявил, что голосование курировал председатель Совета министров АР Крым Анатолий Могилёв. Действующим президентом организации является Сергей Бородкин, избранный на эту должность в марте 2016 года.
Республиканская федерация футбола Крыма являлась членом Федерации футбола Украины. После аннексии Крыма Россией президент РФФК Николай Гостев заявил о планах организации вступить в Российский футбольный союз. На внеочередной конференции РФФК 1 августа 2014 года было принято решение о прекращении членства в Федерации футбола Украины. После этого Министерство спорта Республики Крым рекомендовало РФС принять в свои члены РФФК. Тем не менее решением УЕФА от 4 декабря 2014 года РФС было запрещено заниматься организацией футбола на территории полуострова без согласия УЕФА и ФФУ. Для развития футбола в Крыму было полуострову был предоставлен статус «специальной зоны». Для развития профессионального футбола в 2015 году был создан Крымский футбольный союз, учредителем которого выступила Республиканская федерация футбола Крыма и Федерация футбола Севастополя.
Федерация футбола Украины в 2015 году поручила Сергею Куницыну возродить футбольный клуб «Таврия» в Херсонской области. Для этой цели в августе 2016 года на «материковой Украине» была создана Федерация футбола Крыма, со штаб-квартирой в Херсоне, и ставшая членом ФФУ. Президентом ФФК был избран Сергей Куницын.

## Деятельность

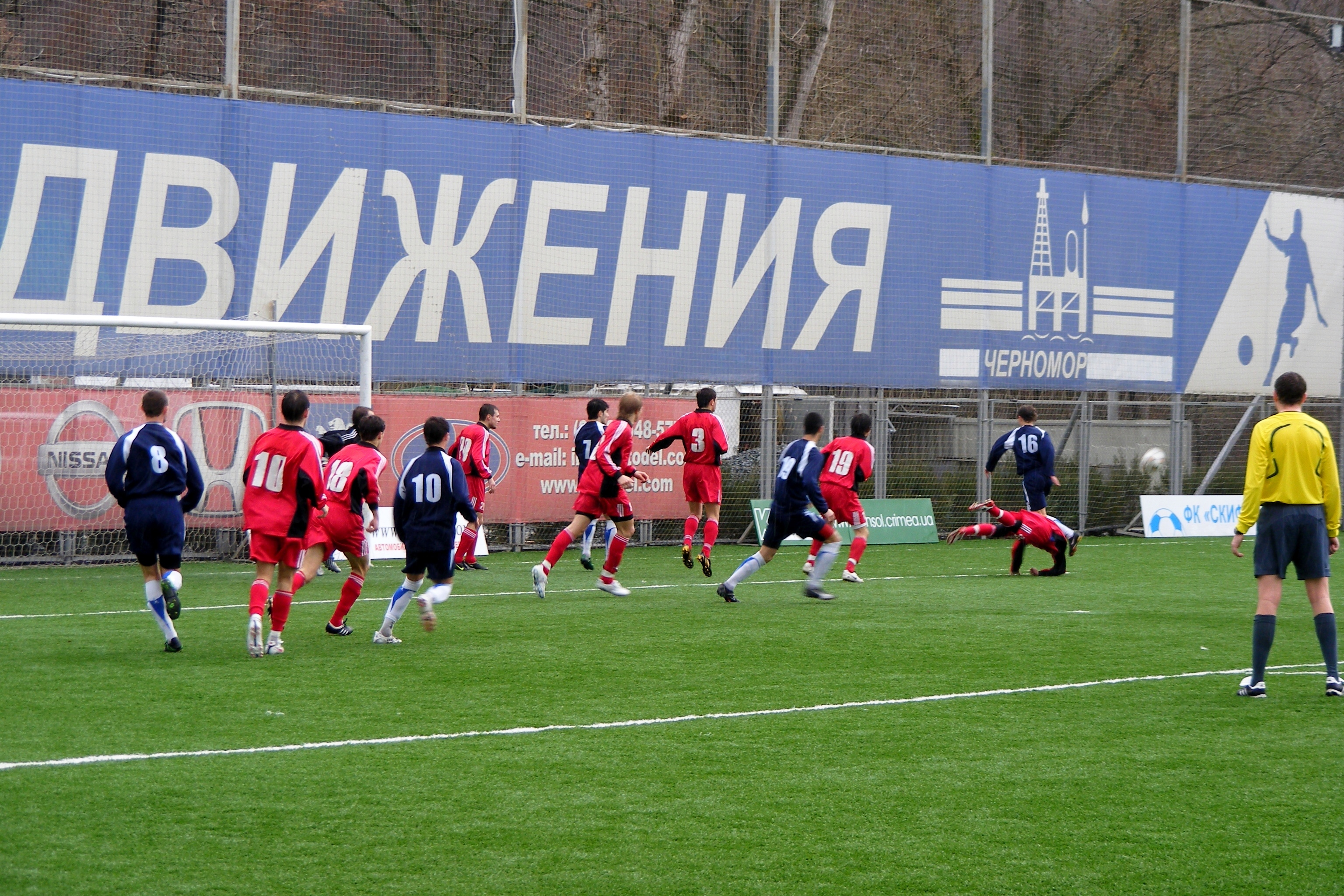
Финальная игра турнира Крымский подснежник 2010 года, проводимого под эгидой РФФК

В сферу полномочий РФФК входит организация и проведение футбольных соревнований на территории Крыма. До 2014 года организация проводила мужской Чемпионат (с 1937 года) и Кубок Крыма (с 1940 года) среди любительских команд. С 2015 года под её эгидой разыгрывается Открытый чемпионат Крыма, где выступают любительские команды, а лучшие коллективы имеют право выйти в Премьер-лигу Крымского футбольного союза с профессиональными клубами. В зимнее межсезонье проводится товарищеский турнир Крымский подснежник. Ранее разыгрывался мемориал Юрковского.
Самым массовым турниром РФФК в течение 40 лет является турнир «Кожаный мяч», в котором участвуют более 500 школ Крыма, а общее число команд достигало 2500. В 2009 году была создана Детско-юношеская футбольная лига Крыма, которую возглавил Александр Шелест. В чемпионате Крыма среди юношей в сезоне 2013/14 участвовало 64 команды. Также РФФК занимается организацией и проведением чемпионата среди ветеранов, чемпионата среди девушек (с 2009 года) и соревнований по мини-футболу (футзалу).
Комитет арбитров РФФК возглавляет Георгий Ильяков, а инспекторским комитетом заведует Владимир Туховский. До 2014 года в Крыму было 24 инспектора футбольных матчей, включая 8 инспекторов, задействованных во всеукраинских соревнованиях.
Кроме того, РФФК оказывала материальную помощь бывшим футболистам клуба «Таврия». В 2004—2005 годах в рамках программы РФФК «Наше будущее» было построено 21 мини-футбольное поле, а в различные школы полуострова было направлено 14 тысяч мячей.

## Коллективные члены
По состоянию на 2023 год на правах коллективного члена в РФФК состоит 31 организация.
| Районные федерации: 1. Федерация футбола Бахчисарайского района 2. Федерация футбола Белогорского района 3. Федерация футбола Джанкойского района 4. Федерация футбола Красногвардейского района 5. Федерация футбола Красноперекопского района 6. Федерация футбола Ленинского района 7. Федерация футбола Нижнегорского района 8. Федерация футбола Первомайского района 9. Федерация футбола Раздольненского района 10. Федерация футбола Сакского района 11. Федерация футбола Симферопольского района 12. Федерация футбола Советского района 13. Федерация футбола Черноморского района | Городские федерации: 1. Федерация футбола Алушты 2. Федерация футбола Армянска 3. Федерация футбола Евпатории 4. Федерация футбола Джанкоя 5. Федерация футбола Керчи 6. Федерация футбола Красноперекопска 7. Федерация футбола Симферополя 8. Федерация футбола Судака 9. Федерация футбола Феодосии 10. Федерация футбола Ялты | Клубы и организации: 1. ФК «Крымтеплица» 2. Фонд «Таврия-Ветеран» 3. ПФК «Скиф» 4. ФК ТСК 5. ФК «Таврия» 6. ФК «Бахчисарай» 7. Детско-юношеская футбольная лига Республики Крым 8. Федерация футзала Республики Крым |

## Президенты
- Сергей Куницын (июль 2003 — апрель 2013)
- Николай Гостев (апрель 2013 — март 2016)
- Сергей Бородкин (март 2016 — н. в.)